# ATP de Ostrava
O ATP de Ostrava – ou IPB Czech Indoor, na última edição – foi um torneio de tênis profissional masculino, de categoria ATP World Series.
Realizado em Ostrava, no leste da Tchéquia, estreou em 1994 e durou cinco edições. Os jogos eram disputados em quadras de carpete cobertas durante o mês de outubro.

## Finais

### Simples
| Ano  | Campeão            | Vice-campeões      | Resultado     |
| ---- | ------------------ | ------------------ | ------------- |
| 1998 | Andre Agassi       | Ján Krošlák        | 6–2, 3–6, 6–3 |
| 1997 | Karol Kučera       | Magnus Norman      | 6–2, ab.      |
| 1996 | David Prinosil     | Petr Korda         | 6–1, 6–2      |
| 1995 | Wayne Ferreira     | MaliVai Washington | 3–6, 6–4, 6–3 |
| 1994 | MaliVai Washington | Arnaud Boetsch     | 4–6, 6–3, 6–3 |

### Duplas
| Ano  | Campeões                      | Vice-campeões                    | Resultado     |
| ---- | ----------------------------- | -------------------------------- | ------------- |
| 1998 | Nicolas Kiefer David Prinosil | David Adams Pavel Vízner         | 6–4, 6–3      |
| 1997 | Jiří Novák David Rikl         | Donald Johnson Francisco Montana | 6–2, 6–4      |
| 1996 | Sandon Stolle Cyril Suk       | Ján Krošlák Karol Kučera         | 7–6, 6–3      |
| 1995 | Jonas Björkman Javier Frana   | Guy Forget Patrick Rafter        | 6–7, 6–4, 7–6 |
| 1994 | Martin Damm Karel Nováček     | Gary Muller Piet Norval          | 6–4, 1–6, 6–3 |